# Drungário
Drungário (em grego: δρουγγάριος; romaniz.: droungários; em latim: drungarius) foi uma patente militar dos impérios Romano e Bizantino, que atuava como comandante de uma formação conhecida como drungo (droungos).

## Exército romano tardio e bizantino

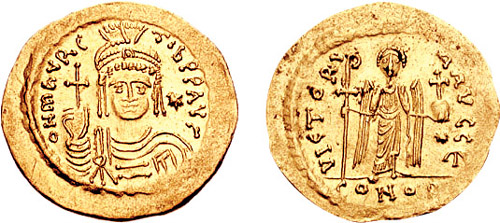
Soldo de Maurício r.

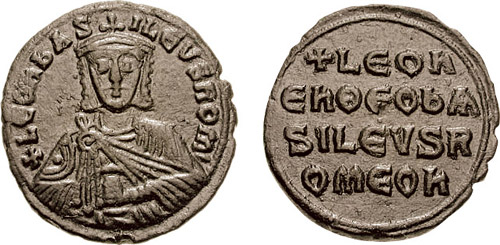
Fólis de r.

Drungo (em latim: drungus) é atestado pela primeira vez em latim em latim no início do século IV, adotado a partir da língua gaulesa ou germânica. No final do século VI, o imperador Maurício (r. 582–602), em seu Estratégico usou drungo para referir-se a uma implementação tática específica, geralmente de cavalaria, embora ainda no sentido geral de "agrupamento, divisão".
O termo drungário não é documentado antes do início do século VII, mas poderia ter sido usado como uma designação informal ou não oficial antes desta data. O ofício e a unidade correspondente parecem ter inicialmente referido ad hoc arranjos, mas no início do século VII estes foram formalizados, como grande parte da estrutura do exército romano oriental. No sistema militar-administrativo do período, cada divisão principal, chamada de tema (em grego: θέμα). eram dividida em turmas, que eram divididas em moiras ou drungos, que por sua vez eram compostos por vários bandos.
Assim, cada moira ou drungo foi o análogo moderno de regimento ou brigada, com inicialmente cerca de 1 000 homens (referidos como quiliarquia), embora por vezes pudessem ter 3 000 homens; o imperador Leão VI, o Sábio (r. 886–912) é registrado como tendo estabelecido drungos de apenas 400 homens nos temas menores. O posto de drungário era um dos mais baixos escalões militares, levando um título judicial que o acompanhava, que ia desde hípato a vestidor.

### Drungário de Vigla

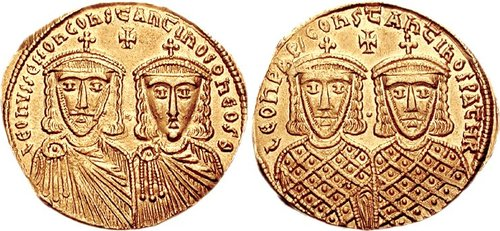
Soldo de e seu filho

O comandante do regimento Vigla (um dos tagmas) tinha o posto de drungário do Vigla (em grego: δρουγγάριος τῆς βίγλης; romaniz.: droungarios tēs viglēs). A primeira menção a este ofício ocorreu em 791. O regimento Vigla foi responsável por guardar o imperador bizantino em campanha. A proximidade com o imperador bizantino fez com que o ofício se torna-se extremamente importante, e nos séculos X-XI foi ocupado por inúmeros líderes das famílias aristocráticas.
Após de cerca de 1030, o ofício também assumiu impostantes responsabilidades judiciais, uma vez que seu titular se tornou o presidente do tribunal imperial de Velo (Vēlon), abrigado no "Hipódromo Coberto" ao lado do palácio imperial, tendo ostentado esta dignidade até o fim do Império Bizantino.  O prefixo grande (megas) foi adicionado ao título, refletindo o fato de que, no período Comneno, seus titulares, homens como Andrônico Camatero, estavam entre os assessores do imperador bizantino. No período Paleólogo, este ofício foi décimo da hierarquia, de acordo com a lista de Jorge Codino, e em campanha, seu titular era responsável por definir a guarda em torno do campo imperial.

## Marinha bizantina
O posto de drungário também foi usado na marinha bizantina para designar seus almirantes. O drungário da frota [imperial] (em grego: δρουγγάριος τοῦ [βασιλικοῦ] πλοΐμου; romaniz.: droungarios tou [basilikou] ploïmou) foi o comandante da frota imperial central, com base em e cerca de Constantinopla, enquanto as frotas provinciais foram comandadas por um drungário (embora mais tarde tenha sido substituído por um estratego) para cujo título foi adicionado o nome do tema sob seu comando, por exemplo, drungário dos Cibirreotas (em grego: δρουγγάριος τῶν Κιβυρραιωτῶν; romaniz.: droungarios tōn Kibyrrhaiōtōn; um dos almirantes subordinados do Tema Cibirreota). A posição do drungário da frota é primeiro mencionado em 842 no Taktikon Uspensky de cerca de 842, e a data de seu estabelecimento não é clara.
O drungário da frota imperial foi elevado à categoria de grande drungário [da frota] (megas droungarios [tou stolou]) no século XI, atuando como comandante-em-chefe da marinha de todo o império, até que ele foi substituído pelo grande drungário na década de 1090. O ofício de grande drungário (magas droungarios) da frota continuou a existir, em uma posição subordinada, até a queda do Império Bizantino. O título de drungário-conde (em grego: δρουγγαροκόμης; romaniz.: droungarokomēs) também existia, significando um conde (komēs) no comando de um esquadrão de navios de guerra.